# Bredemeyera altissima
Bredemeyera altissima là một loài thực vật có hoa trong họ Polygalaceae. Loài này được (Poepp.) A.W.Benn. mô tả khoa học đầu tiên năm 1874.